# Petrikeresztúr
Petrikeresztúr est un village et une commune du comitat de Zala en Hongrie.

## Géographie
Il s'agit d'petit village situé dans la partie centrale du comitat de Zala, dans le district de Zalaegerszeg, entre les pentes des collines de Zala, dans la région de Göcsej. Le village compte 179 habitations pour une population de 362 personnes. Petrikeresztúr, qui couvre une superficie de 877 hectares, a une densité de population de 43,79 personnes par km².
Le village est divisé en deux parties distinctes, séparées par la rivière Cherta.
Petrikeresztúr est bordée par Ormándlak au nord-est, Gombosszeg au nord, Becsvölgye au nord-ouest, Barlahida à l'ouest et au sud-ouest, Zalatárnok au sud et au sud-est, et Iborfia à l'est.

## Histoire
Le village est mentionné pour la première fois en 1260 sous le nom de Terra de Petur.